# Deutsch-peruanische Beziehungen
Die Deutsch-peruanischen Beziehungen werden vom Auswärtigem Amt als „eng und freundschaftlich“ bezeichnet. Die Kooperation zwischen Deutschland und Peru findet sowohl auf der bilateralen als auch auf der multilateralen Ebene statt.

## Geschichte
Als erster Deutscher kam 1537 der Nürnberger Konquistador Bartolomé Flores nach Peru und war an der Niederschlagung eines Inka-Aufstands durch die Spanier beteiligt. Im 18. Jahrhundert wurde das Vizekönigreich Peru von deutschen Jesuiten besucht, welche Reiseberichte veröffentlichen. Im Jahre 1790 kam Fürchtegott Leberecht von Nordenflycht nach Peru, wo er eine deutsche Bergbaukommission, die das Berg- und Hüttenwesen in Peru reformieren sollte, leitete. Seine Arbeit wurde allerdings von korrupten Behörden behindert und endete 1811. Neun Jahre später wurde Clemens von Althaus von den Truppen des südamerikanischen Freiheitskämpfers General José de San Martín aufgenommen und von Althaus wurde später selbst General der Armee von Peru.
Ab 1849 ermöglicht ein Gesetz von Ramón Castilla die Einwanderung von Deutschen nach Peru und 1856 erhielten deutsche Kolonisten die Erlaubnis sich im peruanischen Amazonas anzusiedeln. 1859 gründete Kuno Damian von Schütz-Holzhausen eine Kolonie in Pozuzo. Nach einer beschwerlichen Überfahrt siedelten sich hier 150 Tiroler, Rheinländer und Bayern an. Während deutsche Agrarkolonien wenig erfolgreich waren, nehmen deutsche Einwanderer bald eine wichtige Rolle in Handel und Wirtschaft ein. So dominierte die aus Bremen eingewanderte Gildemeister-Familie den Zuckerhandel. Die meisten deutschen Einwanderer waren unverheiratete Männer, welche oft in peruanische Familien einheirateten und in die spanischsprachige Mehrheitsgesellschaft assimiliert wurden.
Im Jahre 1870 wurde Theodor von Bunsen zum Generalkonsul des Norddeutschen Bundes bzw. des bald darauf gegründeten Deutschen Reiches in Peru. Im Jahre 1872 wurde die Deutsche Schule Alexander von Humboldt Lima gegründet. 1917 brach Peru während des Ersten Weltkriegs auf Druck der Entente cordiale und der USA die diplomatischen Beziehungen zu Deutschland ab. Sie wurden nach dem Krieg 1921 wieder aufgenommen. Nach der Machtübernahme von Adolf Hitler emigrierten einige verfolgte deutsche Juden nach Peru, darunter der Jurist Michael Siegel. Im Zweiten Weltkrieg blieb Peru lange neutral und brach erst im Januar 1942 nach dem Kriegseintritt der USA die diplomatischen Beziehungen zu NS-Deutschland ab. Daraufhin wurde deutsches Vermögen im Land beschlagnahmt. Kurz vor Kriegsende erklärt Peru Deutschland im Februar 1945 den Krieg, was allerdings nur noch symbolische Bedeutung besaß.
Die Bundesrepublik Deutschland (BRD) eröffnete 1952 eine Botschaft in Lima. Die Enteignung deutscher Privatpersonen und Unternehmen in Peru wurde zwei Jahre später per Regierungsdekret aufgehoben. In den 1960er Jahren wurden die bilateralen Beziehungen vertieft und Bundespräsident Heinrich Lübke besuchte das Land 1964. Zwei Jahre später wurde ein Kulturabkommen abgeschlossen und 1968 wurde die Deutsch-Peruanische Industrie- und Handelskammer eingerichtet. Nach dem Ende der Hallstein-Doktrin nahm Peru auch diplomatische Beziehungen zur Deutschen Demokratischen Republik (DDR) auf. Nach der deutschen Wiedervereinigung verlegte Peru seine Botschaft von Bonn nach Berlin. 

## Wirtschaftlicher Austausch
Beide Länder haben enge wirtschaftliche Beziehungen etabliert und seit 2011 besteht ein Freihandelsabkommen zwischen Peru und der Europäischen Union, welches seit 2013 in Kraft ist. Das bilaterale Handelsvolumen zwischen Deutschland und Peru lag 2021 bei 2,2 Milliarden US-Dollar. Deutschland exportiert bevorzugt chemische und pharmazeutische Erzeugnisse und industrielle Güter wie Automobile, Autoteile und Maschinen nach Peru. Im Gegenzug importiert Deutschland vorwiegend Rohstoffe (Kupfer, Gold und Zink) und Nahrungsmittel (Kaffee, Kakao und Bananen) aus Peru. Zu den wichtigsten Auslandsinvestitionen deutscher Unternehmen in Peru gehört der Flughafen Lima, an dem die Fraport AG Anteile besitzt.
Deutschland leistet in Peru Wirtschaftshilfe und technische Unterstützung. Die Schwerpunkte der gemeinsamen Partnerschaft liegen auf den Bereichen Umwelt, gute Regierungsführung und nachhaltige Stadtentwicklung, um das Land bei der Annäherung an die Standards der OECD zu unterstützen.

## Kultur und Bildung
Es bestehen zahlreiche kulturelle Kontakte zwischen Peru und Deutschland. In Pozuzo besteht eine deutsch-österreichische Kolonie in den Anden, in der sich viele Bräuche und Aspekte der deutschen Kultur erhalten haben. Seit 2015 etablieren zunehmend deutschstämmige Mennoniten aus Mexiko und Belize Kolonien in Peru. Es besteht ein Goethe-Institut in Lima und ein deutsch-peruanisches Kulturinstitut in Arequipa. Daneben sind vier politische Stiftungen aus Deutschland in Peru aktiv. Von Berlin aus fördert die Deutsch-Peruanische Gesellschaft e. V. die kulturellen Beziehungen und unterstützt gemeinnützige und kulturelle Projekte.
Im Bildungswesen bestehen enge Kontakte und es gibt zahlreiche bilaterale Hochschulkooperationen. Der DAAD ist im Land aktiv und 2019 studierten knapp 1400 Peruaner an deutschen Universitäten. Es gibt drei deutsche Auslandsschulen im Land und über 20 Schulen mit Deutsch als Wahlfach. Knapp 18.500 Peruaner lernen Deutsch als Fremdsprache.

## Diplomatische Standorte
- Deutschland hat eine Botschaft in Lima.[7]
- Peru hat eine Botschaft in Berlin und Generalkonsulate in Offenbach am Main, München und Hamburg.[8]